# Gracie Barra
Gracie Barra (GB) é uma academia e equipe de jiu-jítsu brasileiro cofundada em 1986 por Carlos Gracie Jr., filho de Carlos Gracie, um dos fundadores do jiu-jítsu brasileiro.

## História
A academia Gracie Barra foi fundada em 1986 por Carlos Gracie Jr. (conhecido como Carlinhos) no bairro da Barra da Tijuca, no Rio de Janeiro. Carlos Gracie Jr., filho de Carlos Gracie, um dos fundadores do jiu-jítsu brasileiro, foi instrutor principal da academia principal dos Gracie no centro do Rio antes de liderar a academia de seu irmão Rolls Gracie em Copacabana, após sua trágica morte em um acidente de asa-delta. A academia ficou conhecida como Gracie Barra em referência ao bairro.
Em um ano, a academia cresceu de 20 para 200 membros, incluindo alunos que Carlos já havia treinado na academia de seu irmão, como Jean Jacques Machado [en] e Renzo Gracie. A equipe se tornou uma das melhores do mundo, vencendo múltiplas vezes o Campeonato Mundial de Jiu-Jitsu da IBJJF. Em 2002, membros da equipe Gracie Barra conquistaram 8 medalhas de ouro na divisão de faixa-preta masculina.
Em 2005, com o auxílio de Marcio Feitosa, Gracie transferiu a sede da equipe para Irvine, Califórnia, nos Estados Unidos. Em 2010, a Gracie Barra criou o programa de certificação para instrutores. A academia já formou mais de 500 faixas-pretas ao redor do mundo.

## Filosofia e Método de Ensino
A filosofia da Gracie Barra centra-se no uso do jiu-jítsu como meio de desenvolvimento pessoal, promovendo valores como equilíbrio, controle, eficiência e adaptação. Os praticantes são incentivados a aplicar esses princípios tanto no tatame quanto em suas vidas diárias.
O método de ensino é estruturado em três programas principais:
- GB¹ – Fundamentos: Introduz iniciantes aos princípios básicos e estratégias de defesa pessoal.
- GB² – Jiu-Jitsu Avançado: Amplia os fundamentos com conceitos e movimentos mais avançados.
- GB³ – Jiu-Jitsu Especialista: Inclui modalidades como MMA, No-Gi e técnicas de alto nível.

Cada programa segue um currículo de 16 semanas para garantir aprendizado sistemático e progressivo.

## Competidores Notáveis
A Gracie Barra produziu vários praticantes renomados de Jiu-Jitsu Brasileiro que alcançaram grande sucesso em competições internacionais. Alguns dos campeões mais notáveis incluem:
- Roger Gracie: Amplamente considerado um dos maiores praticantes de Jiu-Jitsu de todos os tempos, Roger Gracie conquistou 10 títulos do Campeonato Mundial de Jiu-Jitsu da IBJJF na faixa-preta, incluindo três na divisão Absoluto. Sua técnica é frequentemente descrita como fundamental, porém altamente eficaz, com ênfase especial em estrangulamentos cruzados montados e ataques às costas a partir da guarda fechada. Roger também competiu em artes marciais mistas (MMA), demonstrando ainda mais suas habilidades versáteis no grappling.[7]

- Rômulo Barral: Faixa-preta sob a tutela de Vinicius Magalhães (Draculino) [en], Rômulo Barral é cinco vezes campeão do Campeonato Mundial de Jiu-Jitsu da IBJJF e campeão do ADCC Submission Fighting World Championship [en] em 2013. Conhecido por sua excepcional guarda-aranha, Barral esteve consistentemente entre os melhores competidores de Jiu-Jitsu na divisão meio-pesado. Em 2011, fundou sua própria academia da Gracie Barra em Northridge, Califórnia, onde continua ensinando e inspirando novas gerações de praticantes.[8]

- Kyra Gracie: Uma das poucas mulheres da família Gracie a alcançar sucesso internacional, Kyra Gracie é cinco vezes campeã do Campeonato Mundial de Jiu-Jitsu da IBJJF e três vezes campeã do ADCC Submission Fighting World Championship [en]. Pioneira no Jiu-Jitsu feminino, Kyra desempenhou um papel significativo no aumento da participação de mulheres no esporte. Além disso, trabalhou como comentarista de eventos de Jiu-Jitsu e MMA e é uma defensora ativa do treinamento de autodefesa para mulheres.[9]

- Orlando Sanchez: Apelidado de "The Cuban Tree Stump" devido à sua impressionante compleição física, Orlando Sanchez (lutador) [en] venceu o prestigiado ADCC Submission Fighting World Championship [en] na categoria peso pesado. Ele credita a descoberta do Jiu-Jitsu como uma transformação em sua vida e se tornou um competidor ativo, disputando consistentemente posições de destaque nos principais torneios.[10]

- Braulio Estima: Quatro vezes campeão mundial de Jiu-Jitsu da IBJJF na faixa-preta (2004, 2006, 2009, 2014) e campeão absoluto do ADCC Submission Fighting World Championship [en] em 2009,  Braulio Estima é conhecido por sua guarda aberta dinâmica e ataques de triângulo. Ele desempenhou um papel fundamental na expansão e popularização do Jiu-Jitsu no Reino Unido, onde fundou uma academia da Gracie Barra em Birmingham. Estima continua competindo ativamente e contribuindo para o crescimento do esporte.[11]

- Carlos Alberto "Terrinha" Ferreira: Figura proeminente dentro da Gracie Barra, Carlos Alberto "Terrinha" Ferreira acumulou diversas medalhas em competições da IBJJF, contribuindo significativamente para o sucesso geral da equipe. Sua dedicação ao esporte e desempenho consistente lhe renderam reconhecimento como um dos principais competidores da Gracie Barra.[12]

Esses atletas exemplificam o alto nível de habilidade e dedicação cultivado dentro da Gracie Barra, contribuindo para a reputação da academia no cenário mundial do Jiu-Jitsu Brasileiro.

## CompNet e Outras Iniciativas

### CompNet
A Gracie Barra Competition Network, conhecida como CompNet, é uma série de torneios projetados para oferecer aos alunos um ambiente estruturado para testar e aprimorar suas habilidades no Jiu-Jitsu Brasileiro. Esses eventos promovem o crescimento pessoal, o desenvolvimento técnico e o engajamento comunitário entre os praticantes. Os torneios CompNet são realizados regularmente em diversas regiões, proporcionando aos participantes oportunidades de competir em um ambiente educativo e de apoio.
Por exemplo, o evento CompNet de Outono Florianópolis 2024 reuniu atletas de escolas Gracie Barra de todo o país. Realizado nos dias 13 e 14 de abril de 2024, no Boulevard, o torneio destacou a dedicação e a habilidade dos competidores, com performances notáveis de representantes da Gracie Barra Beltrão.
Da mesma forma, o Campeonato Brasileiro CompNet, realizado em 23 de novembro de 2024, atraiu cerca de 1.000 competidores de escolas Gracie Barra de todo o Brasil. O evento destacou o esforço coletivo e a excelência dos participantes, com a Gracie Barra Campinas, Gracie Barra Florianópolis HQ e Gracie Barra Osasco conquistando os primeiros lugares na categoria adulta.
O CompNet também apresenta as chamadas "Super Lutas", que são combates de alto nível que celebram a excelência técnica e a dedicação. Essas disputas servem como uma plataforma para destacar talentos e homenagear figuras proeminentes da comunidade Gracie Barra, reforçando o compromisso da organização com a excelência competitiva e a união.

### Outras Iniciativas
A Gracie Barra está comprometida com a melhoria contínua e a inovação na educação do Jiu-Jitsu Brasileiro. Uma iniciativa significativa é o Future Champions Program 3.0, lançado para aprimorar o currículo infantil. Este programa moderniza o treinamento para jovens praticantes, incorporando novos sistemas de graduação e materiais didáticos abrangentes. Desenvolvido por uma equipe de mais de dez faixas-pretas da Gracie Barra, o programa enfatiza incentivo, motivação e diversão para os futuros campeões.
Além disso, a Gracie Barra organiza conferências regionais e webinars voltados para o desenvolvimento de instrutores e fortalecimento da comunidade. Esses eventos fornecem insights valiosos sobre melhores práticas, metodologias de ensino e estratégias para o crescimento das escolas. Também facilitam oportunidades de networking, permitindo que instrutores e alunos compartilhem experiências e fortaleçam a comunidade global da Gracie Barra.
Por meio de iniciativas como o CompNet, o Future Champions Program e eventos educacionais contínuos, a Gracie Barra demonstra seu compromisso em fomentar um ambiente dinâmico e de apoio para praticantes de Jiu-Jitsu Brasileiro em todo o mundo.

## Cobertura da Mídia e Influência Cultural

### Cobertura da Mídia
A Gracie Barra tem recebido significativa atenção da mídia por suas contribuições ao Jiu-Jitsu Brasileiro (BJJ) e suas iniciativas comunitárias. Algumas das principais coberturas incluem:
- Camps Femininos: Em 2024, a Gracie Barra organizou camps femininos no Brasil e nos Estados Unidos, reunindo mais de 500 participantes. O evento em Florianópolis, Santa Catarina, contou com mais de 300 mulheres, destacando o compromisso da organização em promover a participação feminina no BJJ. Esses camps foram reconhecidos por publicações de artes marciais pelo impacto positivo na comunidade.[18]

- Projetos Sociais: As iniciativas sociais da Gracie Barra, como programas voltados para a formação e desenvolvimento de jovens atletas em Curitiba, foram destaque na mídia esportiva. Esses projetos oferecem oportunidades para jovens de baixa renda se envolverem no BJJ, promovendo crescimento pessoal e desenvolvimento atlético.[19]

- Conquistas em Competições: O desempenho da equipe em diversas competições também tem sido destacado na mídia. Por exemplo, a Gracie Barra Laranjeiras do Sul conquistou o segundo lugar no 1º Open Laranjeiras de Jiu-Jitsu, evento que reuniu cerca de 400 atletas de 19 cidades.[20]

### Influência Cultural
A Gracie Barra desempenha um papel fundamental na formação da cultura do Jiu-Jitsu Brasileiro e das artes marciais globalmente:
- Mídias Sociais e Evolução do BJJ: A organização adotou plataformas de mídias sociais para disseminar técnicas, promover eventos e conectar praticantes ao redor do mundo. Essa presença digital tem contribuído para a rápida evolução e disseminação global das técnicas e práticas do BJJ.[21]

- Empoderamento Através do BJJ: Iniciativas como camps femininos e projetos sociais têm empoderado indivíduos ao oferecer acesso ao treinamento de artes marciais, promovendo o senso de comunidade e o desenvolvimento pessoal. Esses esforços têm sido fundamentais para aumentar a diversidade e a inclusão na comunidade do BJJ.

- Contribuições Educacionais: Os programas estruturados da Gracie Barra e sua ênfase no ensino influenciaram a maneira como o BJJ é ensinado e praticado em todo o mundo. Seu currículo e programas de certificação de instrutores estabeleceram padrões adotados por muitas academias globalmente.

Por meio da cobertura da mídia e de iniciativas culturais, a Gracie Barra tem exercido uma influência significativa na percepção e na prática do Jiu-Jitsu Brasileiro, promovendo seu crescimento e integração em diversas comunidades.

## Veja Também
- Família Gracie
- Dieta Gracie
- Helio Gracie
- Atos Jiu-Jitsu
- Alliance Jiu Jitsu
- Checkmat
- Dream Art
- GFTeam

## Links Externos
- List of Gracie Barra Black Belts on BJJ Heroes
- Gracie Barra